# Garuḍa

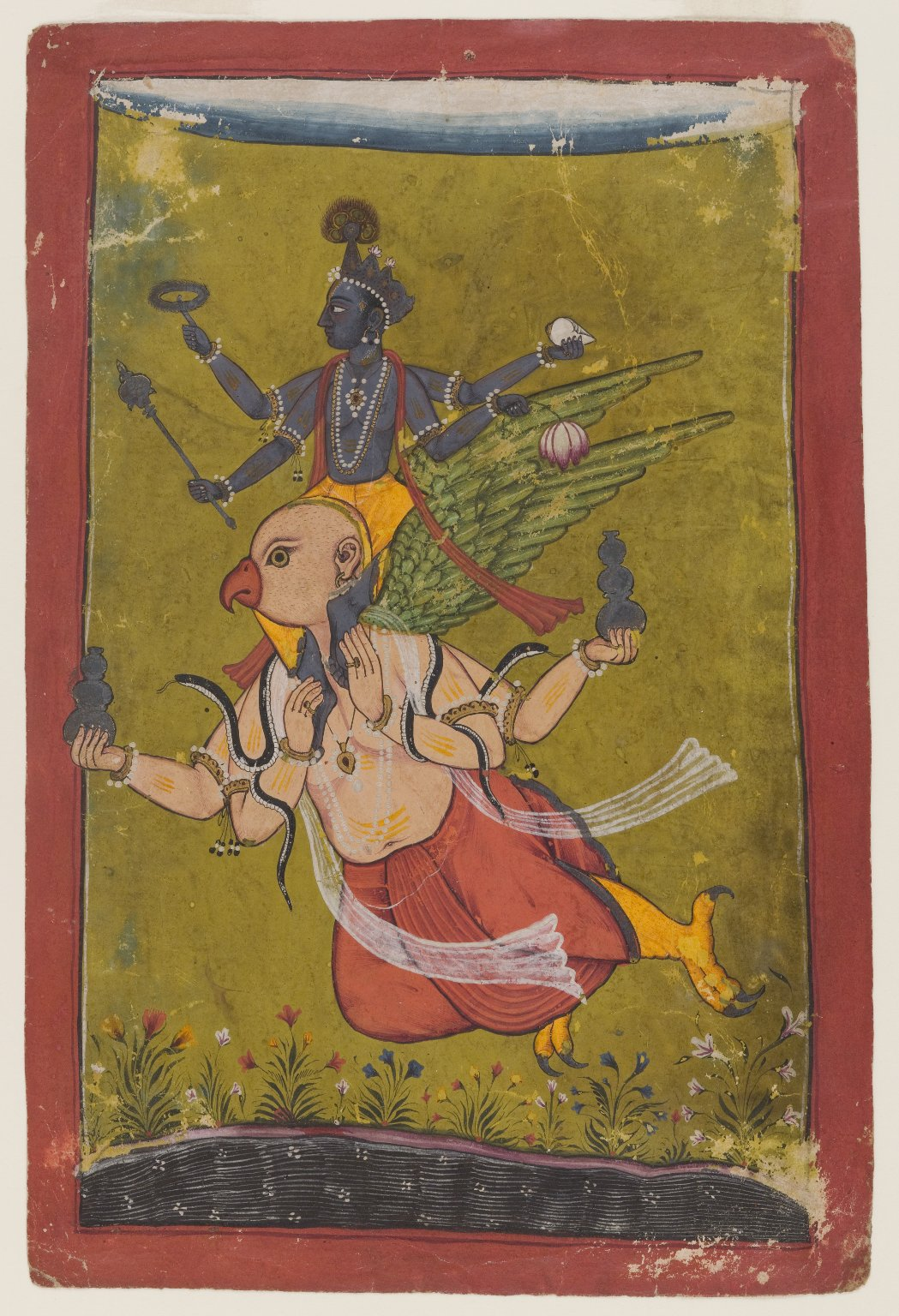
Garuḍa vāhana (cavalcatura) di Viṣṇu (XVIII secolo).

Garuda(devanāgarī: गरुड़; anche Garuda

## Nome

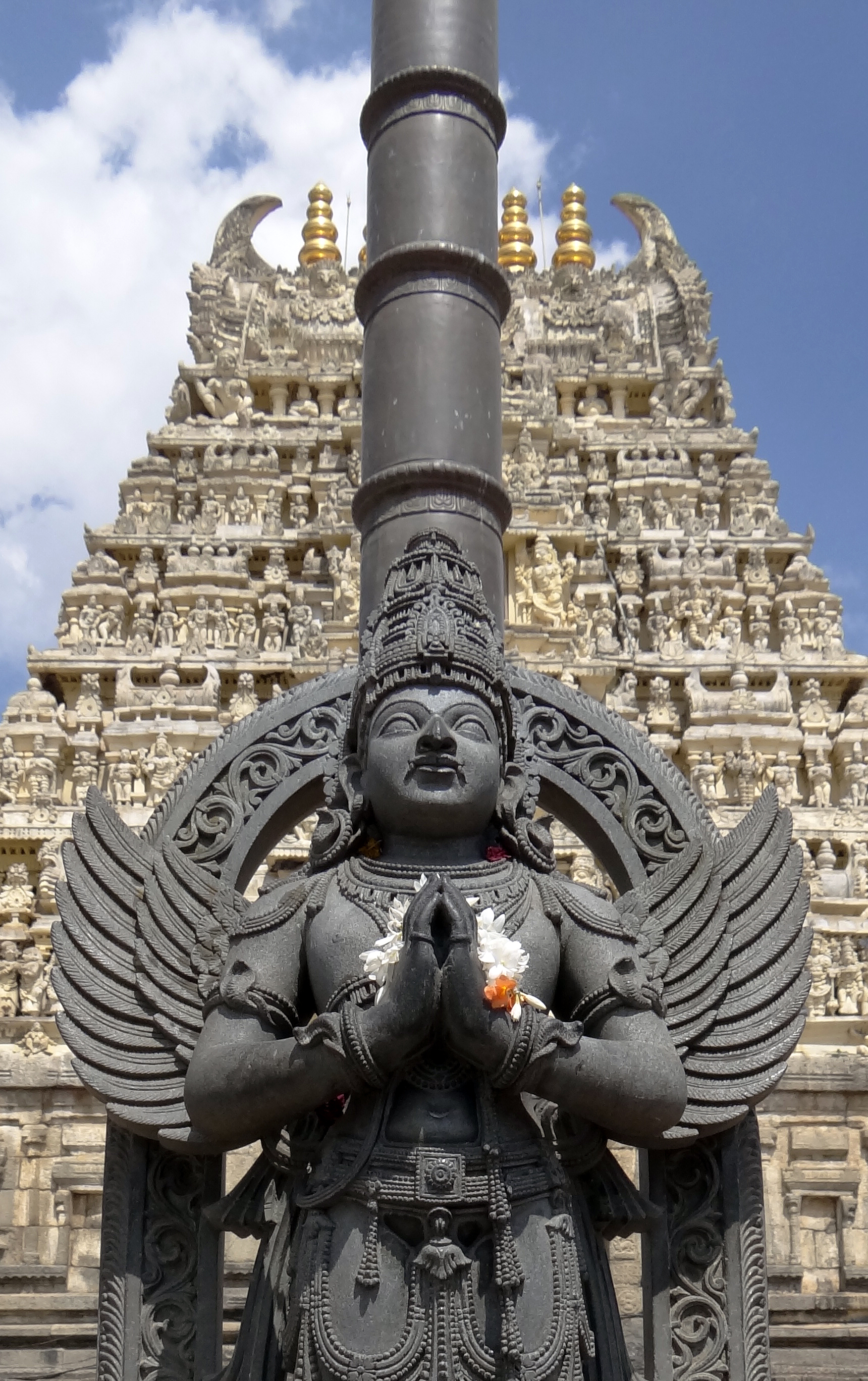
Statua di Garuda all'entrata del tempio di Visnù a Belur, India

Il nome sanscrito Garuḍa viene reso così nelle altre lingue orientali:
- cinese: 迦樓羅, Jiālóuluó;
- coreano: 가루다 Garuda, Karuda;
- giapponese: 迦樓羅 Karura;
- tailandese: ครุฑ Krut;
- vietnamita: Garuda, Ca-câu-la.

Per Alain Daniélou il nome di Garuḍa conserva la sua origine nella radice sanscrita gṛ="parlare" (anche Uṇādisūtra, IV, 155), in tal senso Garuḍa rappresenterebbe le formule ermetiche e magiche dei Veda, grazie alle quali l'uomo può volare, ovvero innalzarsi verso i cieli divini.

## Attestazioni

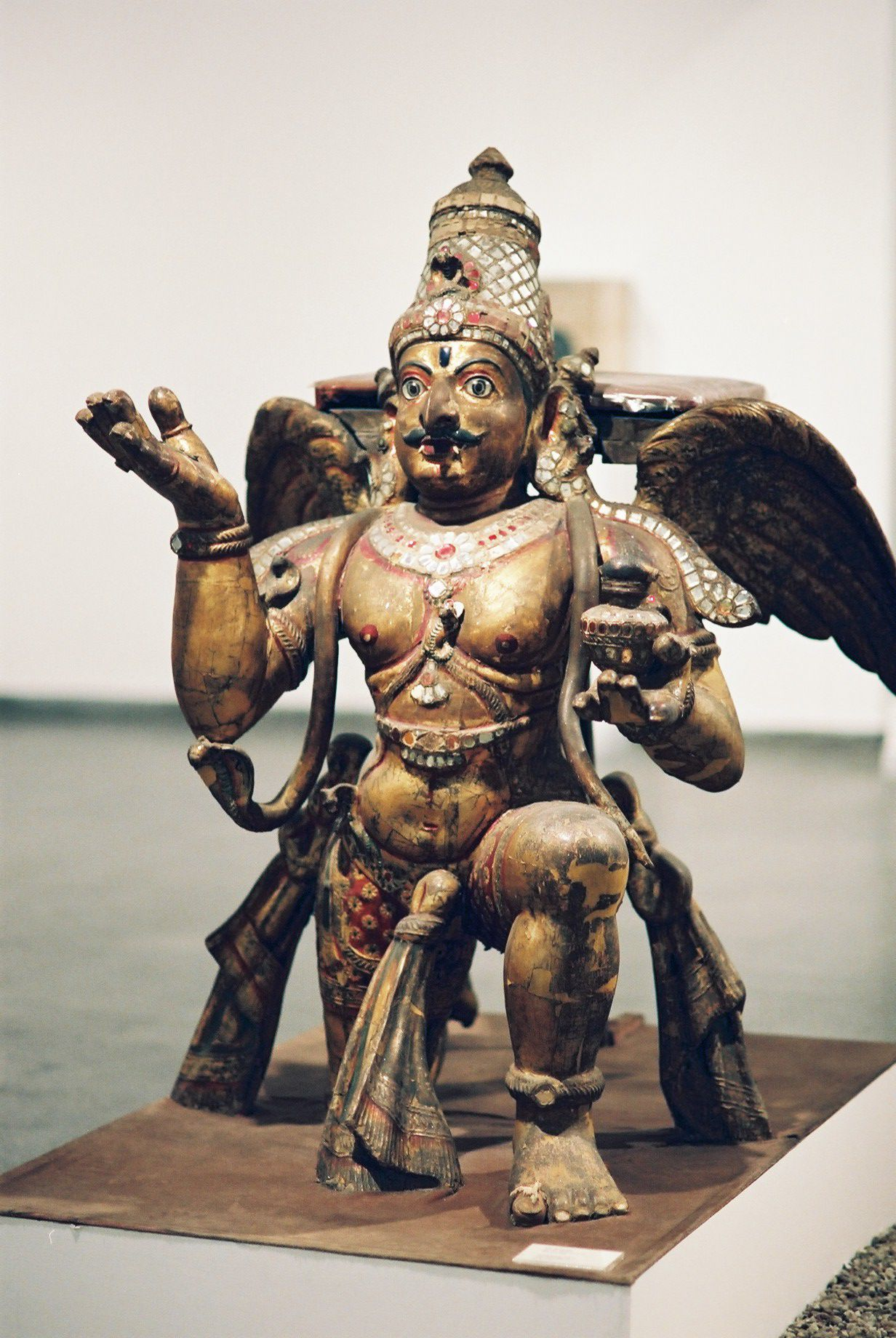
Statua di Garuda, Delhi, National Museum.

Nei Veda appare il nome di Garutmat, connesso all'espressione di suparṇa (dalle ali bellissime), volendo indicare un uccello o il sole alato (ad es.: Ṛgveda, I, 164, 46; X, 149, 3).
Nel Mahābhārata (ad es. in I, 33, 24 e V, 112, 1) Garuḍa viene espressamente indicato con il nome vedico di Garutman.
Il Matsya Purāṇa (256) ricorda come i Veda sono l'uccello che trasporta il signore dei sacrifici, Viṣṇu; quindi il suono dei sacrifici è il corpo di questo uccello (257).
La sua importanza nella religione induista può essere compresa dal fatto che un'Upaniṣad indipendente, la Garudopanishada, e un Purāṇa, il Garuḍa Purāṇa, sono dedicati a lui. Garuḍa è noto con molti altri nomi: Chirada, Gaganeshvara, Kamayusha, Kashyapi, Khageshvara, Nagantaka, Sitanana, Sudhahara, Suparna, Takshya, Vainateya, Viṣṇuratha e altri ancora. Nei Veda è presente il più antico riferimento a Garuḍa, con il nome Shyena, laddove si dice che questo maestoso uccello avrebbe portato il nettare degli dei (amrit) sulla Terra dal Cielo; i Purāṇa, molto successivi, riferiscono lo stesso di Garuḍa, indicando che Shyena e Garuḍa siano la stessa divinità (o lo siano diventate nel tempo). Una delle facce dello Śrī Panchamukha ("cinque facce", metamorfosi di Hanumat) è Mahavira Garuḍa, rivolta ad occidente. Si crede che pregando Garuḍa sia possibile curare gli effetti del veleno.

## Nel Buddhismo
Nella mitologia buddista, i garuḍa sono una razza divina di uomini-uccello, nemici dei naga, cui danno la caccia. Nel Mahasamyatta Sutta, si narra che Buddha abbia ottenuto una pace tra naga e garuda.

## Araldica
Una versione di Garuda appare negli stemmi araldici della Thailandia e dell'Indonesia. Il Garuda tailandese è reso in uno stile antropomorfo più tradizionale, mentre quello indonesiano è reso in stile araldico con tratti simili all'aquila di Giava.